# Schaapjes
Schaapjes, al spreekt de buurt meer over Lammetjes, is een beeldengroep in Amsterdam Nieuw-West, in de Nederlandse provincie Noord-Holland. 
Op 21 oktober 1964 opende burgemeester Gijsbert van Hall het nog niet voltooide winkelcentrum aan het Osdorpplein, ontworpen door architect Ger Husslage. Tijdens die opening was ook al functioneel een fonteingroep en kinderspeelbad. Bij die opening werd ook melding gemaakt van een nog te plaatsen beeld van Gerrit Bolhuis. Het zou pas in 1966 volgen. Bolhuis had al eerder een Bokkenrijder aan het Oosterpark geleverd en zou later nog komen met een Schaap met vijf poten in Osdorp. Bolhuis maakte voor het Osdorpplein acht schaapjes/lammeren die achter elkaar op een van de muren rond de fontein lopen. Het voorste schaap/lam springt daarbij van de muur af als teken van het spreekwoord "Als er één schaap over de dam is, volgen er meer"; de achterste is al gestruikeld. Ze zijn alle van brons, dat regelmatig schoongemaakt wordt omdat kinderen de schaapjes/lammeren blijven aaien. Alle schapen maken met een of meer poten contact met de grond, op één schaap na, dat zweeft in de lucht.
De beeldengroep (met speelbadje) is zeer bekend bij Osdorpers; kinderen konden er tijdens het winkelen van hun ouders bij spelen en het was ook wel een ontmoetingsplaats.

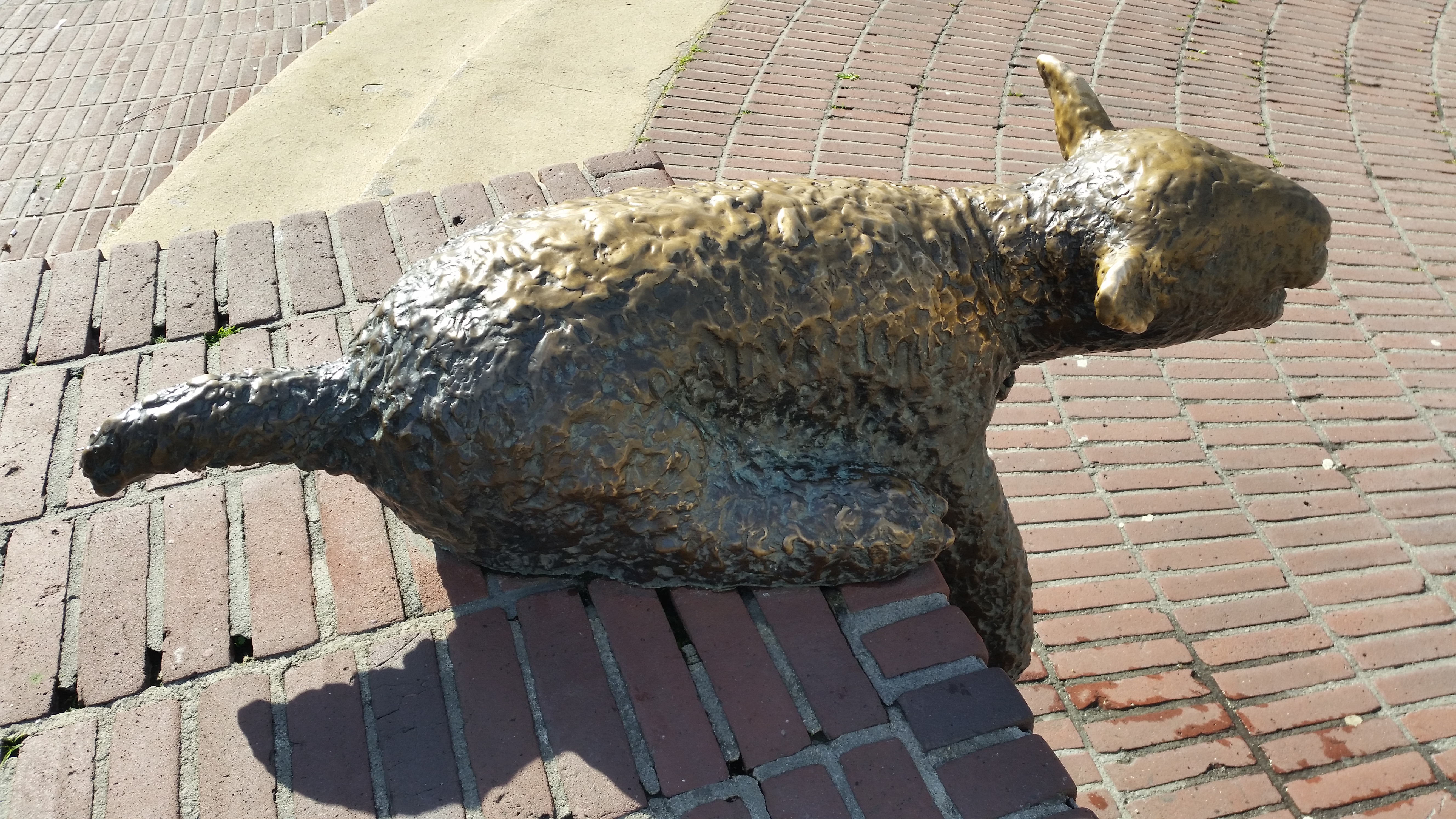
Voorste schaap (september 2018)